# 萨洛 (塔拉戈纳省)
萨洛，是西班牙加泰罗尼亚塔拉戈纳省的一个市镇。总面积15平方公里，总人口14164人（2001年），人口密度944人/平方公里。